# Вальес, Адриан
Адриан Вальес (исп. Adrián Vallés; род. 3 июня 1986, Теулада, Аликанте) — испанский автогонщик.

## Карьера
После сильных результатов в картинге, Вальес участвовал в Испанской Формуле-3, позже в Мировой серии Рено в 2004 году. В 2005 году он продолжил выступать в серии, закончил сезон вторым и выиграл две гонки. В 2006 году он перешёл в GP2 в команду Campos Racing, и 18 сентября принял участие в тестах MF1 Racing команды Формулы-1. Команду купил Spyker и 30 января Вальес был объявлен тест-пилотом и запасным пилотом на 2007.
Он вернулся в GP2 в сезоне 2008 GP2 Asia, выступая за FMS International. Он также выступил с этой командой но первом этапе Сезона 2008 GP2, но перешёл в BCN Competicion. Он решил пропустить этап в Монце, чтобы сосредоточить внимание на гонках спорткаров. Вальес вернулся в GP2 Asia, заменив Криса ван дер Дрифта (гонщика Команда Новой Зеландии в гонках А1 на домашнем этапе Сезон 2008-09 A1 Гран-при на трассе Taupo Motorsport Park) в Trident Racing на третьем этапе сезона в Бахрейне.
Также он принимал участие в гонках на болиде Ливерпуля в сезоне 2008 Суперлиги Формулы, где по итогам сезона стал чемпионом.
Также, Вальес начал выступать в гонках спорткаров в 2008 за Epsilon Euskadi в 24 Часах Ле-Мана и 1000 км Сильверстоуна.

## Результаты выступлений

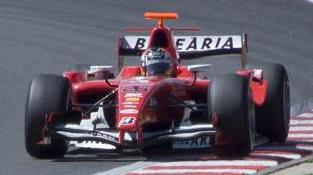
Вальес за рулём BCN Competicion на этапе в Маньи-Куре сезона 2008 GP2.

### Гоночная карьера
| Сезон      | Серия                  | Команда                     | Гонки      | Победы     | Поулы      | Б/Круги    | Подиумы    | Очки       | Место      |
| ---------- | ---------------------- | --------------------------- | ---------- | ---------- | ---------- | ---------- | ---------- | ---------- | ---------- |
| 2004       | Мировая серия Ниссан   | Pons Racing                 | 18         | 0          | 0          | 1          | 3          | 56         | 10         |
| 2005       | Формула-Рено 3.5       | Pons Racing                 | 17         | 2          | 1          | 1          | 6          | 116        | 2          |
| 2006       | GP2                    | Campos Racing               | 21         | 0          | 0          | 2          | 1          | 7          | 18         |
| 2006       | Формула-1              | Spyker MF1 Racing           | Тест-пилот | Тест-пилот | Тест-пилот | Тест-пилот | Тест-пилот | Тест-пилот | Тест-пилот |
| 2007       | Формула-1              | Etihad Aldar Spyker F1 Team | Тест-пилот | Тест-пилот | Тест-пилот | Тест-пилот | Тест-пилот | Тест-пилот | Тест-пилот |
| 2008       | GP2 Asia               | FMS International           | 10         | 0          | 0          | 0          | 1          | 19         | 7          |
| 2008       | GP2                    | FMS International           | 2          | 0          | 0          | 1          | 0          | 0          | 21         |
| 2008       | GP2                    | BCN Competicion             | 16         | 0          | 0          | 0          | 0          | 5          | 21         |
| 2008       | Серия Ле-Ман — LMP1    | Epsilon Euskadi             | 2          | 0          | 0          | 0          | 0          | 0          | НК         |
| 2008       | 24 часа Ле-Мана — LMP1 | Epsilon Euskadi             | 1          | 0          | 0          | 0          | 0          | —          | НК         |
| 2008       | Суперлига Формула      | Liverpool F.C.              | 12         | 2          | 2          | 1          | 3          | 325        | 4          |
| 2008–09    | GP2 Asia               | Trident Racing              | 2          | 0          | 0          | 0          | 0          | 0          | 40         |
| 2009       | Формула-Рено 3.5       | Epsilon Euskadi             | 8          | 0          | 0          | 0          | 1          | 19         | 17         |
| 2009       | Суперлига Формула      | Liverpool F.C.              | 15         | 2          | 0          | 1          | 7          | 412        | 1          |
| 2010       | Суперлига Формула      | Sporting CP                 | 6          | 0          | 0          | 0          | 0          | 329        | 15         |
| Источники: |                        |                             |            |            |            |            |            |            |            |

### Результаты выступлений в GP2
| Легенда к таблице |                                                                    |
| --- | ------------------------------------------------------------------ |
| В таблице перечислены результаты всех гонок, в которых принимал участие гонщик. Строками таблицы являются сезоны, столбцами — этапы соревнований. В каждой клетке указаны сокращённое название этапа и результат, дополнительно обозначенный цветом. Расшифровка обозначений и цветов представлена в нижеследующей таблице. |                                                                    |
| \| Пример \| Описание \| \| ------------ \| ------------------------------------------------------------------ \| \| 1 \| Победитель \| \| 2 \| Второе место \| \| 3 \| Третье место \| \| 5 \| Финишировал, заработав очки \| \| Сход \| Не финишировал, но при этом заработал очки \| \| 12 \| Финишировал, не получив очков \| \| НКЛ \| Финишировал, но не попал в финальную классификацию \| \| 15 \| Участвовал вне зачёта, либо по отдельной классификации \| \| 18 \| Не финишировал, но попал в финальную классификацию \| \| Сход \| Не финишировал \| \| НКВ \| Не прошёл квалификацию \| \| НПКВ \| Не прошёл предквалификацию \| \| ДСК \| Дисквалифицирован \| \| ИСК \| Исключён из протокола соревнований \| \| ТТ \| Заявлен для участия только в тренировках \| \| НС \| Участвовал в квалификации, но не стартовал в гонке \| \| Т \| Травмирован или болен \| \| ОТК \| Отказ от участия \| \| НТР \| Прибыл на соревнования, но на трассу не выезжал \| \| НПР \| Был заявлен в числе участников, но не прибыл к началу соревнований \| \| О \| Соревнования отменены \| \| \| Не участвовал \| \| Поул-позиция \| \| \| Быстрый круг \| \| |                                                                    |
| Пример | Описание                                                           |
| 1 | Победитель                                                         |
| 2 | Второе место                                                       |
| 3 | Третье место                                                       |
| 5 | Финишировал, заработав очки                                        |
| Сход | Не финишировал, но при этом заработал очки                         |
| 12 | Финишировал, не получив очков                                      |
| НКЛ | Финишировал, но не попал в финальную классификацию                 |
| 15 | Участвовал вне зачёта, либо по отдельной классификации             |
| 18 | Не финишировал, но попал в финальную классификацию                 |
| Сход | Не финишировал                                                     |
| НКВ | Не прошёл квалификацию                                             |
| НПКВ | Не прошёл предквалификацию                                         |
| ДСК | Дисквалифицирован                                                  |
| ИСК | Исключён из протокола соревнований                                 |
| ТТ | Заявлен для участия только в тренировках                           |
| НС | Участвовал в квалификации, но не стартовал в гонке                 |
| Т | Травмирован или болен                                              |
| ОТК | Отказ от участия                                                   |
| НТР | Прибыл на соревнования, но на трассу не выезжал                    |
| НПР | Был заявлен в числе участников, но не прибыл к началу соревнований |
| О | Соревнования отменены                                              |
| | Не участвовал                                                      |
| Поул-позиция |                                                                    |
| Быстрый круг |                                                                    |

| Год  | Команда           | 1        | 2          | 3        | 4          | 5          | 6        | 7        | 8        | 9          | 10       | 11         | 12         | 13         | 14       | 15         | 16         | 17       | 18         | 19       | 20         | 21       | ЛЗ | Очки |
| ---- | ----------------- | -------- | ---------- | -------- | ---------- | ---------- | -------- | -------- | -------- | ---------- | -------- | ---------- | ---------- | ---------- | -------- | ---------- | ---------- | -------- | ---------- | -------- | ---------- | -------- | -- | ---- |
| 2006 | Campos Racing     | ВАЛ 1 3  | ВАЛ 2 Сход | САН 1 9  | САН 2 Сход | ЕВР 1 Сход | ЕВР 2 14 | ИСП 1 18 | ИСП 2 16 | МОН 1 Сход | ВЕЛ 1 9  | ВЕЛ 2 Сход | ФРА 1 15   | ФРА 2 13   | ГЕР 1 18 | ГЕР 2 Сход | ВЕН 1 Сход | ВЕН 2 7  | ТУЦ 1 Сход | ТУЦ 2 14 | ИТА 1 Сход | ИТА 2 11 | 18 | 7    |
| 2008 | FMS International | ИСП 1 18 | ИСП 2 11   |          |            |            |          |          |          |            |          |            |            |            |          |            |            |          |            |          |            |          | 21 | 5    |
| 2008 | BCN Competicion   |          |            | ТУЦ 1 10 | ТУЦ 2 Сход | МОН 1 4    | МОН 2 16 | ФРА 1 15 | ФРА 2 12 | ВЕЛ 1 22   | ВЕЛ 2 14 | ГЕР 1 15   | ГЕР 2 Сход | ВЕН 1 Сход | ВЕН 2 19 | ЕВР 1 11   | ЕВР 2 Сход | БЕЛ 1 13 | БЕЛ 2 13   | ИТА 1    | ИТА 2      |          | 21 | 5    |

### Результаты выступлений в GP2 Asia
| Легенда к таблице |                                                                    |
| --- | ------------------------------------------------------------------ |
| В таблице перечислены результаты всех гонок, в которых принимал участие гонщик. Строками таблицы являются сезоны, столбцами — этапы соревнований. В каждой клетке указаны сокращённое название этапа и результат, дополнительно обозначенный цветом. Расшифровка обозначений и цветов представлена в нижеследующей таблице. |                                                                    |
| \| Пример \| Описание \| \| ------------ \| ------------------------------------------------------------------ \| \| 1 \| Победитель \| \| 2 \| Второе место \| \| 3 \| Третье место \| \| 5 \| Финишировал, заработав очки \| \| Сход \| Не финишировал, но при этом заработал очки \| \| 12 \| Финишировал, не получив очков \| \| НКЛ \| Финишировал, но не попал в финальную классификацию \| \| 15 \| Участвовал вне зачёта, либо по отдельной классификации \| \| 18 \| Не финишировал, но попал в финальную классификацию \| \| Сход \| Не финишировал \| \| НКВ \| Не прошёл квалификацию \| \| НПКВ \| Не прошёл предквалификацию \| \| ДСК \| Дисквалифицирован \| \| ИСК \| Исключён из протокола соревнований \| \| ТТ \| Заявлен для участия только в тренировках \| \| НС \| Участвовал в квалификации, но не стартовал в гонке \| \| Т \| Травмирован или болен \| \| ОТК \| Отказ от участия \| \| НТР \| Прибыл на соревнования, но на трассу не выезжал \| \| НПР \| Был заявлен в числе участников, но не прибыл к началу соревнований \| \| О \| Соревнования отменены \| \| \| Не участвовал \| \| Поул-позиция \| \| \| Быстрый круг \| \| |                                                                    |
| Пример | Описание                                                           |
| 1 | Победитель                                                         |
| 2 | Второе место                                                       |
| 3 | Третье место                                                       |
| 5 | Финишировал, заработав очки                                        |
| Сход | Не финишировал, но при этом заработал очки                         |
| 12 | Финишировал, не получив очков                                      |
| НКЛ | Финишировал, но не попал в финальную классификацию                 |
| 15 | Участвовал вне зачёта, либо по отдельной классификации             |
| 18 | Не финишировал, но попал в финальную классификацию                 |
| Сход | Не финишировал                                                     |
| НКВ | Не прошёл квалификацию                                             |
| НПКВ | Не прошёл предквалификацию                                         |
| ДСК | Дисквалифицирован                                                  |
| ИСК | Исключён из протокола соревнований                                 |
| ТТ | Заявлен для участия только в тренировках                           |
| НС | Участвовал в квалификации, но не стартовал в гонке                 |
| Т | Травмирован или болен                                              |
| ОТК | Отказ от участия                                                   |
| НТР | Прибыл на соревнования, но на трассу не выезжал                    |
| НПР | Был заявлен в числе участников, но не прибыл к началу соревнований |
| О | Соревнования отменены                                              |
| | Не участвовал                                                      |
| Поул-позиция |                                                                    |
| Быстрый круг |                                                                    |

| Год     | Команда           | 1       | 2          | 3       | 4       | 5          | 6        | 7       | 8          | 9          | 10       | 11    | 12    | ЛЗ | Очки |
| ------- | ----------------- | ------- | ---------- | ------- | ------- | ---------- | -------- | ------- | ---------- | ---------- | -------- | ----- | ----- | -- | ---- |
| 2008    | FMS International | ОАЭ 1 4 | ОАЭ 2 Сход | ИНЗ 1 2 | ИНЗ 2 5 | МАЗ 1 Сход | МАЗ 2 20 | БАХ 1 5 | БАХ 2 Сход | ОАЭ 1 Сход | ОАЭ 2 10 |       |       | 7  | 19   |
| 2008-09 | Trident Racing    | КИТ 1   | КИТ 2      | ОАЭ 1   | ОАЭ 2   | БАХ 1 Сход | БАХ 2 19 | КАТ 1   | КАТ 2      | МАЗ 1      | МАЗ 2    | БАХ 1 | БАХ 2 | 40 | 0    |

### Результаты выступлений в Суперлиге Формуле
| Год  | Команда                      | 1     | 2     | 3       | 4       | 5     | 6     | 7     | 8      | 9     | 10    | 11    | 12      | Место | Очки |
| ---- | ---------------------------- | ----- | ----- | ------- | ------- | ----- | ----- | ----- | ------ | ----- | ----- | ----- | ------- | ----- | ---- |
| 2008 | Liverpool F.C. Hitech Racing | ВЕЛ 5 | ВЕЛ 3 | ГЕР Ret | ГЕР Ret | БЕЛ 1 | БЕЛ 6 | ПОР 1 | ПОР 12 | ИТА 9 | ИТА 4 | ИСП 7 | ИСП Ret | 4     | 325  |
| 2009 | Liverpool F.C. Hitech Racing | ФРА 1 | ФРА 6 | БЕЛ 3   | БЕЛ 3   | ВЕЛ 6 | ВЕЛ 6 | ПОР 2 | ПОР 9  | ИТА 4 | ИТА 5 | ИСП 7 | ИСП 4   | 1     | 412  |